# Anticomunismo
Anticomunismo indica l'eterogeneo insieme di movimenti politici, religiosi e civili che avversano o rifiutano il comunismo. Solitamente per anticomunismo s'intende l'opposizione alla teoria marxista e/o l'opposizione alle sue (apparenti e tentate) concretizzazioni nel socialismo reale in quelli che furono l'Unione Sovietica e gli Stati comunisti come la Cina, la quale però dal 1993, pur mantenendo un regime totalitario, si è aperta a un'economia quasi di libero mercato, definita economia socialista di mercato.

## Anticomunismo liberale e democristiano

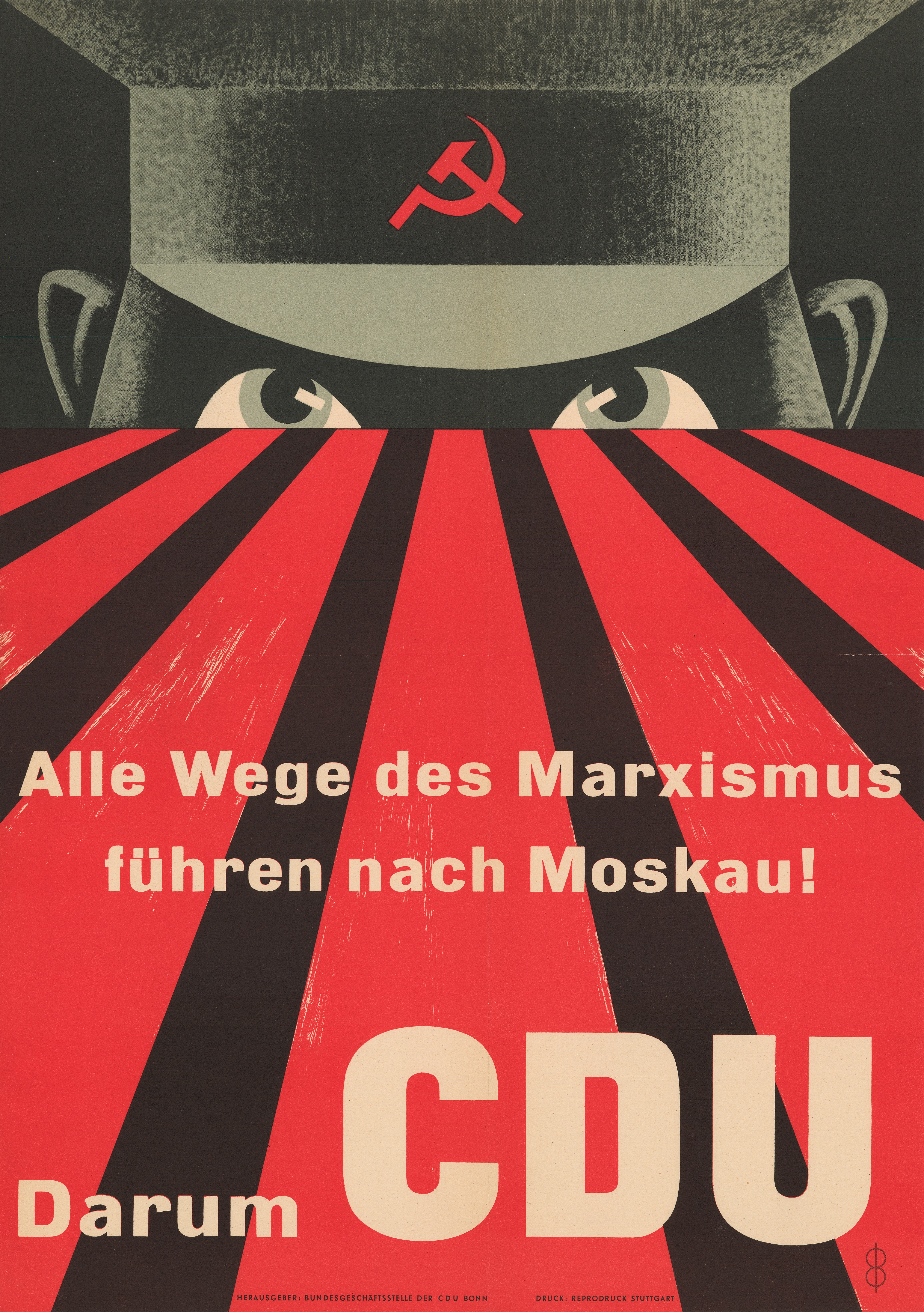
Manifesto della CDU che recita "Tutte le strade del marxismo portano a Mosca!"

I liberali democratici e cristiani democratici o centristi giudicano negativamente il comunismo, poiché ritengono la proprietà privata e la libertà di mercato due questioni essenziali e necessarie tra le libertà e diritti fondamentali per lo sviluppo della civiltà e democrazia. I conservatori sostengono che il comunismo sia sovversivo dei valori principali della natura dell'essere umano. Gli attivisti dei partiti liberali e democristiani o centristi hanno istituito organizzazioni che sostengono e aiutano tutti coloro che condividono gli stessi ideali politici nel mondo; tali organizzazioni sono: Internazionale Liberale e Internazionale Democratica Centrista.

### Guerra contro l'Armata Rossa
A seguito dell'uscita della Russia dalla prima guerra mondiale (marzo 1918), gli Stati dell'Intesa (Regno Unito, Francia, Italia) e loro alleati s'impegnarono nella guerra civile russa inviando soldati in soccorso dell'Armata Bianca contro l'Armata Rossa. Gli scopi dell'intervento erano sia instaurare un regime che proseguisse la guerra al loro fianco, sia eliminare l'esempio della Rivoluzione russa, che poteva spingere le masse proletarie nei loro Paesi alla rivolta. Furono inviati in Russia 44 000 militari britannici, 13 000 francesi, 3 000 italiani, 13 000 statunitensi, 50 000 cecoslovacchi, 70 000 giapponesi, 24 000 greci, 12 000 polacchi, 4 000 canadesi, 4 000 serbi, 4 000 romeni, 11 300 estoni, 4 192 canadesi, 150 australiani.
Il Corpo di spedizione italiano in Estremo Oriente era costituito da truppe di Alpini, sostenute da 2 500 ex prigionieri di guerra austro-ungarici ma di etnia italiana, che avevano combattuto nell'esercito austro-ungarico quindi poi arruolati nella Legione Redenta di Siberia. Gli italiani giocarono un ruolo piccolo ma importante durante l'intervento, combattendo insieme alla Legione Cecoslovacca e altre forze alleate usando treni corazzati e armi pesanti per controllare ampie sezioni della ferrovia siberiana. Le principali aree d'intervento furono le regioni di Irkutsk, Harbin e Vladivostok.

### America

#### Stati Uniti

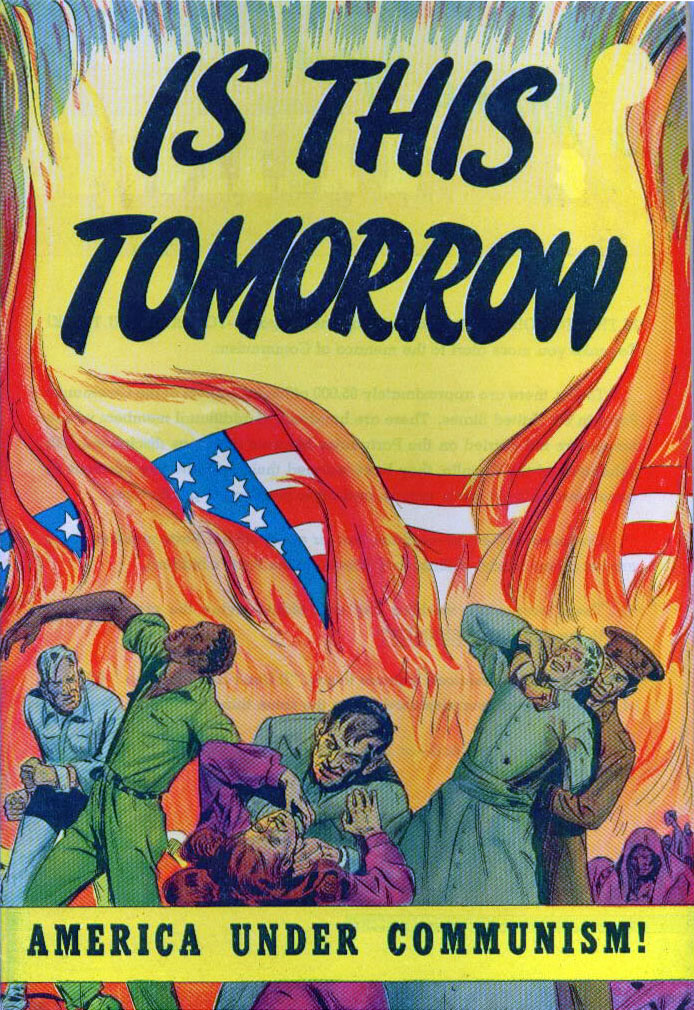
Copertina del fumetto del 1947 Is This Tomorrow?

In USA hanno sempre governato vari partiti liberali ma di tendenze diverse quindi il Partito Comunista degli Stati Uniti d'America sin dall'inizio fu proibito dalle autorità e le sue riunioni si svolsero in clandestinità dal 1919 al 1923, ma nel 1924 fu riconosciuto legale e presentò propri candidati per la Presidenza in U.S.A. Durante la seconda guerra mondiale, il partito seguì la linea stalinista e fu vietato nel 1954 con il Communist Control Act per essere riammesso nel 1968 quindi ricandidò propri membri per la Presidenza in U.S.A.
La cosiddetta Paura rossa (Red Scare) è stato un fenomeno sociopolitico durante due distinti periodi d'intenso anticomunismo nella storia degli Stati Uniti: dal 1917 al 1920 e durante i primi anni 1950. Ambedue i periodi furono caratterizzati da una diffusa paura dell'influenza dei comunisti sulla società statunitense e dell'infiltrazione comunista nel governo USA: si ebbe la tendenza a vedere il comunismo come un blocco compatto senza distinzioni che voleva imporre il totalitarismo. Vennero bollati come comunisti anche personaggi, movimenti o regimi di altre nazioni che non lo erano ma che venivano visti come una possibile minaccia per gli USA.
Queste paure spronarono investigazioni aggressive, imprigionamenti e condanne a morte di persone che si riteneva fossero motivate dall'ideologia comunista o associate a movimenti politici comunisti o socialisti. Per l’opinione pubblica internazionale uno dei casi più clamorosi è la vicenda di Sacco e Vanzetti: due anarchici italiani emigrati negli Stati Uniti che si dichiararono tali e mai si definirono ‘comunisti’ davanti alle autorità giudiziarie. Furono condannati a morte con le false accuse di omicidio e rapina a mano armata, nonostante la totale carenza di prove; la successiva riabilitazione fu riconosciuta nel 1977 da parte della burocrazia statunitense. Essi vennero giustiziati il 23 agosto 1927 nel Massachusetts malgrado le imponenti manifestazioni di cittadini statunitensi di tutte le etnie in favore dei due italoamericani: le proteste continuarono pure dopo l’esecuzione presso le ambasciate U.S.A. in molte città di America, Europa e Africa dove già numerose vivevano comunità italiane, sostenute da militanti fascisti ufficiosamente, ma il Governo italiano fascista di allora non protestò ufficialmente per tutelare il rapporto diplomatico con la potente nazione americana dalla quale giungevano le rimesse finanziarie degli emigrati, che costituivano un sostegno a tutta l’economia italiana.
Un altro caso degno di nota è quello dei cittadini statunitensi Ethel e Julius Rosenberg, coppia di coniugi condannati a morte, accusati di spionaggio a favore dell'URSS e giustiziati il 19 giugno 1953. Con l'apertura degli archivi sovietici si scoprì che solo il marito, Julius, era colpevole e che quindi le accuse e la condanna per Ethel Rosenberg fu ingiusta.
Gli U.S.A., essendo una superpotenza o iperpotenza militare e politica, sono gli storici promotori e maggiori finanziatori della N.A.T.O., che sin dalla sua formazione, coi suoi alleati asiatici, ha il compito di rispondere a qualsiasi attacco militare di Stati che perseguono scopi minacciosi per Stati retti da democrazie liberali: prima una seria minaccia era l'Unione Sovietica e successivamente molta diffidenza s'è avuta contro la Cina comunista, soprattutto dopo l'eccidio in piazza Tienanmen nel 1989. Dopo la seconda guerra mondiale, durante la quale statunitensi e sovietici furono alleati per difendere i propri territori nazionali dagli attacchi di nazioni nemiche, la politica estera statunitense fu impostata sull'anticomunismo in tutto il mondo, infatti le armate U.S.A. combatterono, con differenti impegni di uomini e mezzi, contro i comunisti greci, cinesi, coreani, vietnamiti nonché contro i comunisti cubani e cileni: i cubani volevano installare missili sovietici da puntare contro città statunitensi quindi era programmato un intervento militare su Cuba per debellare tale minaccia, ma non fu più necessario perché nell'ottobre 1962 i sovietici ordinarono il ritiro delle navi che trasportavano i missili, compresi quelli a testata nucleare.
Nel 1963, il presidente John Fitzgerald Kennedy a Berlino fece un discorso, ricordato come Ich bin ein Berliner, con il quale denunciava la minaccia del comunismo, rappresentata da U.R.S.S. e suoi alleati. Il presidente Ronald Reagan definì Impero del male quello che chiamavano Impero sovietico. Il presidente Donald Trump nel 2017 istituì Il giorno per le vittime del comunismo al fine di commemorare e onorare tutte le persone morte nonché solidarizzare con quanti ancora soffrono sotto le dittature marxiste: tale data è il 7 novembre, giorno in cui, nel 1917, i bolscevichi diedero il via alla rivoluzione russa.
Nel 1994 fu istituita la ONLUS denominata Victims of Communism Memorial Foundation, che è un'associazione anticomunista, autorizzata dal Congresso degli Stati Uniti tramite delibera, approvata con voto unanime nel 1993. La sede dell'organizzazione è ubicata in Washington: i membri di tale sodalizio hanno lo scopo d'istruire i cittadini statunitensi riguardo l'ideologia e la storia del comunismo nonché difendere gl'ideali della nazione USA.

#### Altri paesi americani
I servizi segreti statunitensi, la CIA e l'amministrazione della presidenza di Richard Nixon diedero il via all'operazione Condor, che ebbe luogo negli anni settanta del secolo scorso in alcuni stati del Sud America. Essa era volta a tutelare l'establishment in quegli Stati dove l'influenza socialista e comunista era ritenuta troppo potente, nonché a reprimere le varie opposizioni ai governi partecipi dell'iniziativa. Nel 1993 sono stati desegretati documenti sulla connivenza di Richard Nixon, presidente degli Stati Uniti, e Henry Kissinger, segretario di Stato degli Stati Uniti d'America, con Augusto Pinochet. Le procedure per mettere in atto questi piani furono di volta in volta diverse, tutte però ebbero in comune il ricorso sistematico alla tortura e all'omicidio degli oppositori politici. Spesso ambasciatori, politici o dissidenti rifugiati all'estero furono assassinati anche oltre i confini dell'America Latina. Alcuni Stati coinvolti furono Cile, Argentina, Bolivia, Brasile, Perù, Paraguay e Uruguay.

### Europa

#### Unione Europea
Molti europarlamentari degli Stati ex-sovietici hanno proposto la messa al bando del simbolo della falce e martello in tutti i paesi dell'Unione europea. I Comitati per le libertà indicono ogni anno Memento Gulag, una giornata di studi internazionali sulla repressione e sui crimini dei regimi comunisti, in particolare del totalitarismo sovietico. La giornata di studi si tiene sempre nella stessa data, scelta per il suo valore simbolico: il 7 novembre, data d'inizio della Rivoluzione d'ottobre secondo il calendario gregoriano.
Il 25 gennaio 2006, a Strasburgo, il Consiglio d'Europa, con 99 sì e 42 no approvò, al termine di un acceso dibattito, una risoluzione intitolata Sulla necessità di una condanna internazionale dei crimini dei regimi del totalitarismo comunista. Nella risoluzione si sostenne che l'opinione pubblica era molto poco a conoscenza di tali crimini e che fino ad allora, al contrario di quanto era avvenuto per i crimini del nazismo, nessun tribunale internazionale aveva condannato i crimini commessi nei regimi comunisti. La risoluzione chiedeva ai partiti comunisti che fossero dati netti segnali di condanna verso l'esperienza del socialismo reale. La risoluzione venne interpretata da alcuni esponenti comunisti come una strumentalizzazione della storia contemporanea per screditare le posizioni dei partiti comunisti europei.
Nel 2008 il Parlamento europeo istituì la Giornata Europea di Commemorazione delle vittime di tutti i regimi totalitari e autoritari per rendere onore alla memoria delle vittime di tutte le dittature comuniste, fasciste e naziste: tale giornata si commemora ogni 23 agosto, poiché il 23 agosto 1939 fu stipulato il patto Molotov-Ribbentrop tra sovietici e nazisti, che anticipò la seconda guerra mondiale.
Il 19 settembre 2019 la Risoluzione sull'importanza della memoria europea per il futuro dell'Europa chiese a tutti gli Stati membri dell'Unione europea di celebrare la memoria di coloro che si opposero a ogni tipo di totalitarismo comunista, fascista, nazista. In tale risoluzione, tra le affermazioni principali, si sancì:
- A. considerando che quest'anno si celebra l'ottantesimo anniversario dello scoppio della Seconda guerra mondiale, che ha causato sofferenze umane fino ad allora inaudite e ha portato all'occupazione di taluni paesi europei per molti decenni a venire;
- B. considerando che ottanta anni fa, il 23 agosto 1939, l'Unione Sovietica comunista e la Germania nazista firmarono il trattato di non aggressione, noto come patto Molotov-Ribbentrop, e i suoi protocolli segreti, dividendo l'Europa e i territori di Stati indipendenti tra i due regimi totalitari e raggruppandoli in sfere di interesse, il che ha spianato la strada allo scoppio della Seconda guerra mondiale;
- C. considerando che, come diretta conseguenza del patto Molotov-Ribbentrop, seguito dal "trattato di amicizia e di frontiera" nazi-sovietico del 28 settembre 1939, la Repubblica polacca fu invasa prima da Hitler e due settimane dopo da Stalin, eventi che privarono il paese della sua indipendenza e furono una tragedia senza precedenti per il popolo polacco; che il 30 novembre 1939 l'Unione Sovietica comunista iniziò una guerra aggressiva contro la Finlandia e nel giugno 1940 occupò e annesse parti della Romania, territori che non furono mai restituiti, e annesse le Repubbliche indipendenti di Lituania, Lettonia ed Estonia;
- D. considerando che, dopo la sconfitta del regime nazista e la fine della Seconda guerra mondiale, alcuni paesi europei sono riusciti a procedere alla ricostruzione e a intraprendere un processo di riconciliazione, mentre per mezzo secolo altri paesi europei sono rimasti assoggettati a dittature, alcuni dei quali direttamente occupati dall'Unione sovietica o soggetti alla sua influenza, e hanno continuato a essere privati della libertà, della sovranità, della dignità, dei diritti umani e dello sviluppo socioeconomico;
- E. considerando che, sebbene i crimini del regime nazista siano stati giudicati e puniti attraverso i processi di Norimberga, vi è ancora un'urgente necessità di sensibilizzare, effettuare valutazioni morali e condurre indagini giudiziarie in relazione ai crimini dello stalinismo e di altre dittature;
- F. considerando che in alcuni Stati membri la legge vieta le ideologie comuniste e naziste.»

Il Parlamento europeo ha ripetutamente condannato la dittatura comunista cinese deliberando risoluzioni riguardo ai laogai nel 2006 e 2019.

#### Italia
Nei decenni a cavallo tra '800 e '900 il più importante politico liberale fu Giovanni Giolitti, che nel 1911 in un celebre discorso tenuto nella Camera dei deputati disse Marx è stato mandato in soffitta per esprimere un concetto di superamento storico delle tesi e teorie sostenute dal comunista tedesco, quindi stigmatizzando la condotta anacronistica dei marxisti italiani.
Alcuni storici accusano Giolitti di aver consapevolmente favorito lo squadrismo dopo il biennio rosso in Italia allo scopo d’indebolire il Partito Socialista per poi riprendere in mano la situazione dell'ordine pubblico e risospingere nuovamente i fascisti ai margini del quadro politico.
Altri storici documentano come Giolitti e il ministero dell'interno emanarono in quei mesi varie circolari e direttive, nelle quali si raccomandava ai prefetti di mantenere l'ordine pubblico; tali direttive del Governo centrale risultarono però inefficaci e furono ignorate dagli organi periferici dello Stato avendo trovato i fascisti estese complicità e connivenze con le strutture di base della polizia, magistratura, esercito.
Altri ancora, hanno osservato come le complicità fra lo squadrismo e l'esercito non fossero limitate alla base di quest'ultimo, ma coinvolgessero anche gli alti comandi; di fatto, Giolitti finì per favorire il fascismo, perché lo statista piemontese decise di formare liste di Blocchi Nazionali comprendenti pure fascisti, in vista delle successive elezioni politiche italiane del 1921.
Giolitti dunque tenne nei confronti del movimento fascista un atteggiamento permissivo per poterlo sfruttare contro i socialisti, ritenendo di esaurirne il potere a causa della perdita del finanziamento di coloro che paventavano una rivoluzione bolscevica, una volta resi innocui i loro avversari.
I democristiani, durante l'occupazione militare statunitense e poco dopo, governando insieme a comunisti, socialisti e repubblicani non ebbero una linea politica anticomunista, ma dopo la politica ostile contro gli Stati democratici occidentali, perseguita da Stalin che finanziava pure i comunisti italiani, la Democrazia Cristiana cambiò i suoi alleati di governo a partire dal Governo De Gasperi IV nel maggio 1947: tali alleati furono Partito Liberale Italiano, Partito Repubblicano Italiano e Partito Socialista Democratico Italiano. In vista delle elezioni del 1948, il ministro democristiano dell'Interno Mario Scelba preparò lo Stato al possibile scoppio di una guerra civile tra comunisti e anticomunisti, rafforzando la polizia quindi espellendo da essa elementi considerati di dubbia fedeltà conseguenti ad arruolamenti provvisori, avvenuti sul finire della guerra, della polizia partigiana di osservanza comunista e sostituendoli con uomini di fiducia, la cui risolutezza e spicciatività provocò tumulti in piazza e in parlamento.
Dopo la seconda guerra mondiale alcune organizzazioni di anticomunisti liberali e cattolici democristiani avevano conservato un arsenale per opporsi all’eventuale attacco dell’apparato paramilitare del PCI. Difatti secondo un'informativadel governo di Alcide De Gasperi dal 1º gennaio 1947 al 30 aprile 1948 in diversi conventi furono recuperati 974 200 chili di esplosivi, 30 896 bombe a mano, 11 473 bombe da mortaio, 11 270 fucili, 5 944 pistole, 1 876 mitra, 189 cannoni o mortai.
Nel 1945 Guglielmo Giannini, fondatore e dirigente del Fronte dell'Uomo Qualunque, definì Palmiro Togliatti uno stro..., verme, farabutto e falsario.
Il 14 luglio 1948 a Roma, l'attivista dell'uomo qualunque Antonio Pallante sparò al segretario del PCI Palmiro Togliatti il quale, dopo un intervento chirurgico, sopravvisse, ma se il capo politico comunista fosse deceduto, si rischiava uno scontro armato contro numerosi militanti comunisti pronti a combattere.
La fitta corrispondenza dell'ambasciatrice Claire Boothe Luce, desecretata nel 2005 dagli Archivi nazionali di Washington, "svela i retroscena del conflitto occulto. È uno squarcio inedito su un'epoca in cui l'Italia costituiva la frontiera più importante dopo la Germania tra i due blocchi".
I servizi segreti italiani sostenuti dalla CIA organizzarono il piano Demagnetize, attivo anche in Francia con denominazione Cloven, nonché Organizzazione Gladio. Altra organizzazione anticomunista, ma eversiva, fu quella nota come P2 che aveva per programma il piano di rinascita democratica.
L'imprenditore brianzolo Silvio Berlusconi decise di fondare il partito politico Forza Italia per contrastare i comunisti e post-comunisti, alleati nel centro-sinistra con ex-democristiani e socialisti, nelle elezioni politiche in Italia del 1994 nonché fu il principale artefice della coalizione di centro-destra, che tra i suoi valori fondanti aveva e ha tuttora un deciso anticomunismo militante: Berlusconi infatti, dopo aver letto vari libri, considera il comunismo come l'ideologia più criminale della storia umana. La vittoria elettorale di Berlusconi e suoi alleati nel 1994 diede inizio alla Seconda Repubblica (Italia).
Il parlamento della Repubblica Italiana, con la legge n. 61 del 15 aprile 2005, ha dichiarato il 9 novembre Giorno della libertà, facendo ricorrenza annuale del 9 novembre 1989 quando incominciò l'abbattimento del muro di Berlino.
Nel 2008 il deputato Luca Volontè CCD-CDU ha presentato una proposta di legge contro la propaganda di violenza ispirata al totalitarismo comunista. Nel 2015 in una riunione dell'amministrazione di Milano, il consigliere comunale Massimiliano Bastoni propose di vietare l'organizzazione di tutti i partiti comunisti. Nel 2017 l'amministrazione comunale di Soragna impose il divieto ai simboli comunisti.
Nel novembre 2019, un gruppo di senatori ha depositato il disegno di legge che contempla il reato di apologia dei totalitarismi, compresi quelli comunisti, su ispirazione di analoghe leggi promulgate in molti Stati dell'Europa centrale, che hanno subìto i totalitarismi nazista e comunista. La proposta annuncia di aggiungere un altro articolo nella cosiddetta legge Scelba; questo articolo dichiara Alle stesse pene previste per i reati di cui alla presente legge soggiace chi pubblicamente esalta esponenti, princìpi, fatti o metodi dei regimi totalitari nazisti e comunisti o le loro finalità antidemocratiche.

#### Altri paesi europei

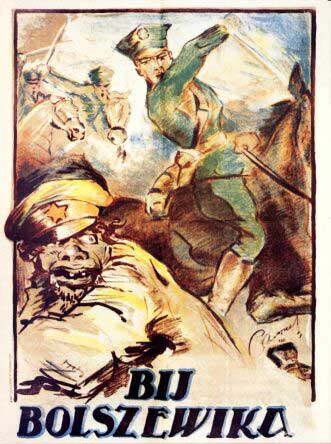
Manifesto anticomunista polacco

In Germania Ovest fu messo al bando il KPD Partito Comunista di Germania dal 1956 al 1969, dopo la sentenza giudiziaria per la causa legale del Partito Comunista di Germania contro la Repubblica Federale di Germania.
Dopo la caduta della cortina di ferro e ottenuta l'indipendenza nel 1991, in Lituania venne bandito il Partito Comunista dell'Unione Sovietica. In Ungheria dal 2003 e in Polonia dal 2009 sono al bando tutti i simboli comunisti poiché ritenuti istigatori di violenza. In Francia il capo di Governo Édouard Daladier pose fuori legge il Partito Comunista Francese dopo la conclusione del Patto Molotov-Ribbentrop del 23 agosto 1939 che sanciva l'alleanza tra Stalin e Hitler, i quali davano inizio alla seconda guerra mondiale ordinando l'invasione della Polonia nel settembre seguente. Il Partito Comunista di Grecia, che scatenò la guerra civile greca, fu proibito, salvo rari e brevi periodi, dal 1936 al 1974.
Il Partito Comunista Finlandese fu sciolto nel 1923 dopo la guerra civile finlandese e nuovamente nel 1930 ma, dopo la guerra di continuazione, i comunisti marxisti svolsero un ruolo predominante nella Lega Democratica Popolare Finlandese, che venne fondata nel 1944 come organizzazione contenitore dell'estrema sinistra politica. In Svizzera il partito comunista è stato dichiarato fuorilegge dal 1940 al 2007. Sono state fatte, inoltre, proposte per rendere i partiti comunisti fuorilegge in Moldavia. In Russia i partiti comunisti furono banditi ma poi riammessi in differenti periodi storici.

##### La decomunistizzazione del blocco orientale
In molti paesi europei ex appartenenti al blocco sovietico, di cui 9 sono attualmente membri dell'Unione Europea, è stata vietata per legge costituzionale l’organizzazione di partiti comunisti con introduzione pure del reato di apologia del comunismo:
1. Estonia
2. Lettonia
3. Lituania: commette reato chiunque neghi o approvi i crimini commessi dall'Unione Sovietica e dalla Germania nazista.
4. Bulgaria: nella legge bulgara (approvata con 126 voti a favore e 5 contrari) si evidenzia il "carattere criminale dell'ideologia comunista giunta al potere con l'aiuto di una forza straniera, le truppe sovietiche, in violazione della Costituzione", rilevando come il socialismo reale, al potere dal 1944 al 1989, "ha condotto il Paese a una catastrofe nazionale".
5. Romania

Il reato di apologia del comunismo e dei suoi simboli è previsto nei seguenti Stati:
1. Polonia: il 25 settembre 2009, il Parlamento polacco ha approvato un emendamento al Codice Penale, quasi all'unanimità, che vieta la produzione, distribuzione, vendita, o possesso, in stampa o in registrazione, di tutto ciò che possa rappresentare simboli fascisti, comunisti o un qualsiasi altro tipo di simbolo totalitarista, anche tramite Internet. Le pene arrivano fino a 2 anni di reclusione.
2. Repubblica Ceca: dal 1º gennaio 2010, il codice penale della Repubblica Ceca, così come in Slovacchia, prevede la pena detentiva da 6 mesi e 3 anni per chiunque neghi, metta in dubbio, approvi o giustifichi i crimini dei regimi comunisti e nazionalsocialisti.
3. Slovacchia: in Slovacchia esisteva già la L. 125/1996 "Sull'immoralità e l'illegittimità del sistema comunista"; dal 1º settembre 2011 nel codice penale slovacco sono state introdotte disposizioni in base alle quali è passibile di pena detentiva da 6 mesi a 3 anni chiunque neghi, metta in dubbio, approvi o giustifichi i crimini dei regimi comunisti e nazionalsocialisti.
4. Ungheria: dal 24 luglio 2010, commette reato chiunque neghi, metta in dubbio o minimizzi in pubblico i crimini commessi contro la popolazione dal regime socialista e comunista; dal 1º gennaio 2013 è vietato l'uso pubblico di denominazioni legate ai regimi autoritari del XX secolo ricomprendenti il regime fascista guidato da Ferenc Szallasi (1944-1945) e il periodo socialista (1948-1990). In particolare, è fatto divieto di utilizzare "il nome delle persone che hanno giocato un ruolo di primo piano nella fondazione, sviluppo o mantenimento di regimi politici autoritari del XX secolo, o parole ed espressioni o nomi di organizzazioni che possono essere direttamente collegate ai regimi politici autoritari del XX secolo".
5. Georgia: nell'aprile 2014 il governo ha approvato la messa al bando dei simboli comunisti.
6. Ucraina: nell'aprile 2015 il parlamento ucraino ha approvato a larga maggioranza (254 a favore su 307 presenti) il progetto di legge del governo che mette sullo stesso piano comunismo e nazismo vietando i loro simboli, la loro propaganda e la negazione del loro carattere criminale. Le pene previste arrivano fino a 5 anni di reclusione.

### Asia
Singapore: il Partito d'Azione Popolare, formazione politica di centro-destra, quando è arrivato al governo nazionale ha approvato una legge che mette al bando tutti i simboli del comunismo.
Cambogia: dopo i massacri perpetrati dai Khmer Rossi, è stata istituita la giornata di commemorazione per crimini del comunismo, l'ex campo di sterminio comunista S21 è diventato un museo sulle atrocità commesse dai comunisti e il parlamento ha approvato la messa al bando dei simboli comunisti. Pol Pot, il capo dei militanti e soldati comunisti nonché dittatore, fu condannato dalla corte internazionale di giustizia per crimini contro l'umanità insieme ad altri gerarchi comunisti.

### Dibattito politico e storico
Nel 2005, a seguito della proposta avanzata dalla Germania di rendere reato l'esposizione della svastica su tutto il territorio dell'Unione europea, alcuni europarlamentari dei Paesi dell'ex blocco sovietico, entrati a far parte dell'Unione nel 2004, chiesero la messa al bando anche della falce e martello nel territorio dell'Unione europea per rispetto delle vittime del totalitarismo sovietico comunista: la richiesta venne sostenuta da alcune associazioni in tutta Europa e Stati come l'Ungheria, la Lituania, la Lettonia, la Polonia e la Moldavia assunsero provvedimenti legislativi per vietarne l'uso pubblico all'interno del territorio nazionale. La proposta incontrò invece resistenza nei paesi dell'Europa occidentale, dove il simbolo di falce e martello rappresenta rilevanti formazioni politiche attive e una tradizione (socialista, trotzkista, eurocomunista) che non ha avuto responsabilità storiche nelle politiche repressive attuate dal totalitarismo sovietico o da altre dittature d'ispirazione marxista-leninista. In buona sostanza la questione coinvolge quasi tutte le nazioni in Europa, che sono state devastate dai totalitarismi e dalla seconda guerra mondiale: quindi sole eccezioni sono Svizzera e Svezia. Il problema maggiore di esperti costituzionalisti e legislatori parlamentari è quello di non intaccare la libertà di espressione e opinione ossia libertà di manifestazione del pensiero altrimenti di fatto comunisti marxisti e fascisti potrebbero subire processi per un reato di opinione, che non è contemplato in nessuna legge degli Stati democratici con pluripartitismo, ma è solo una definizione giuridica di tale reato. Alternativa democratica e pluralista, alla imposizione dei vari divieti, è la legislazione vigente in U.S.A. dove esistono un Partito Comunista degli Stati Uniti d'America marxista e un Partito Nazista Americano ai quali è consentito usare pure i simboli dei totalitarismi, ma spesso a tali partiti è vietato fare manifestazioni in pubblico onde evitare tafferugli tra estremisti di tutte le risme.

## Anticomunismo socialista
I socialisti anticomunisti sono definiti anche riformisti, riformatori, democratici o libertari che sostengono la socialdemocrazia e lo Stato sociale; in Italia, dopo la pratica politica del frontismo, certi socialisti furono definiti socialisti autonomisti.
Ideologi socialisti anticomunisti hanno scritto molti testi di denuncia riguardanti la repressione negli Stati a socialismo reale e numerosi socialisti democratici son stati perseguitati, quando non trucidati, nelle dittature degli Stati comunisti: difatti i socialisti riformisti furono definiti dagli stalinisti con il termine socialfascisti.

## Anticomunismo anarchico
Filosofi, ideologi e attivisti anarchici, essendo il socialismo reale contro i loro principi di libertà, sono contrari al concetto definito "fase di transizione", che secondo i marxisti prevede il sorgere di uno Stato politico che imponga la dittatura del proletariato. Alcuni teorici anarchici quali Michail Bakunin, Errico Malatesta, Camillo Berneri, Emma Goldman, Murray Rothbard sono noti per i loro testi contrapposti a tesi marxiste. Max Stirner, considerato il primo e più importante teorizzatore dell'individualismo anarchico, sebbene egli stesso mai si definì anarchico bensì egoista cosciente, teorizzò la distruzione della società, che dovrebbe essere sostituita da un'unione di unici soggetti egoisti, spogliati dalla sottomissione a tutti i fantasmi presenti nella società: tra questi la religione, il nazionalismo, il comunismo, il liberalismo, l'umanesimo e lo statalismo.

## Anticomunismo fascista e nazista

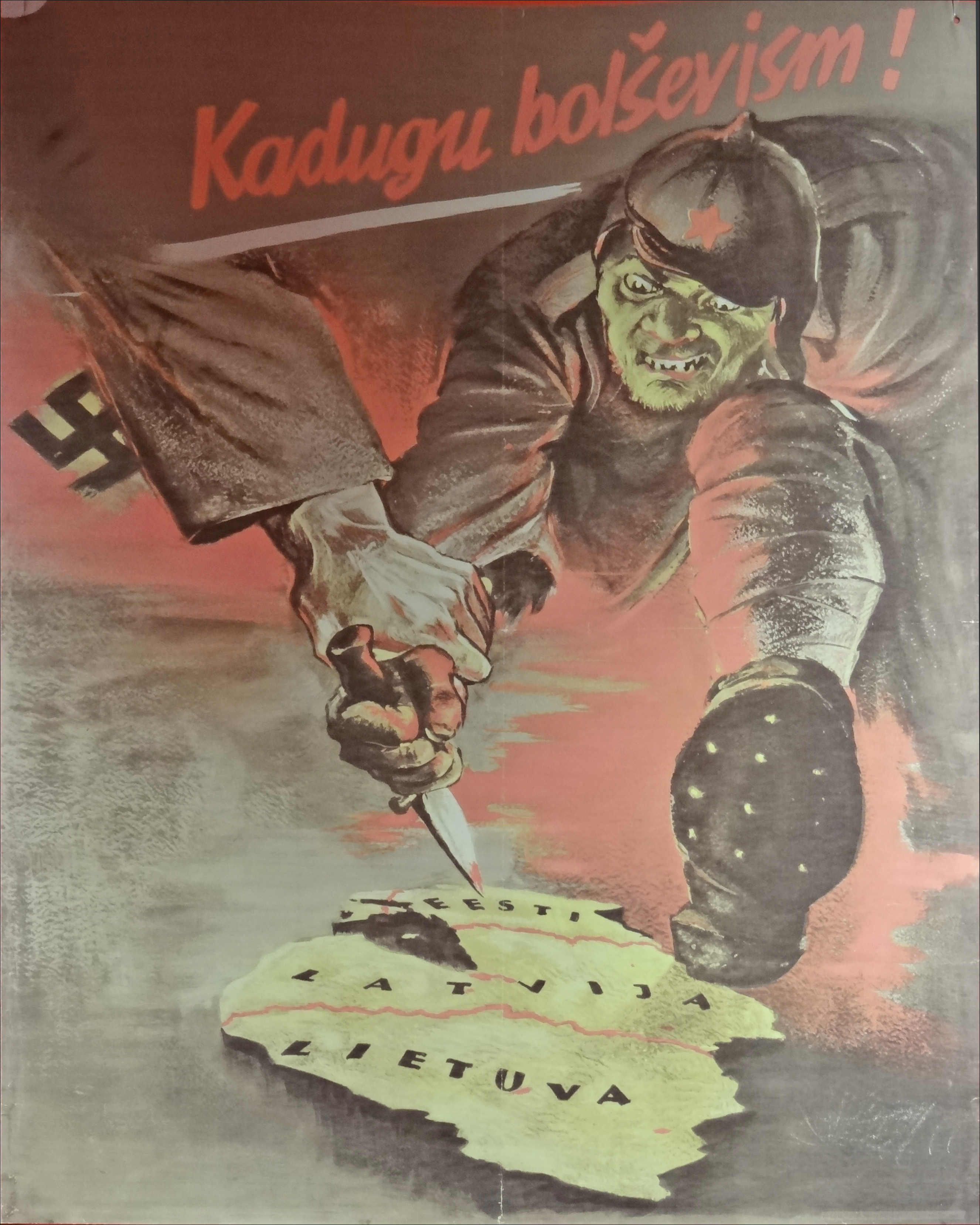
Poster anticomunista diffuso dalle truppe tedesche nel Reichskommissariat Ostland

Il fascismo, a differenza delle altre forme di anticomunismo, non contesta il comunismo come ideologia rivoluzionaria del sistema vigente, ma lo contesta sulla base di un'analisi economica deleteria nei risultati pratici, sociali e appunto economici di tutta la nazione. I fascisti hanno perseguitato i comunisti poiché la teoria economica e sociale fascista è inconciliabile con quella comunista; inoltre lo Stato fascista, in quanto totalitario, ammette solo il sistema fascista ed esclude un possibile ricambio al potere mediante elezioni e partiti. I nazisti nella prassi politica furono anticomunisti tanto quanto i fascisti.

### Italia, Germania, Spagna
Conseguenza dell'anticomunismo fascista in Italia fu, oltre all'uccisione di centinaia dei militanti della sinistra nel periodo dello squadrismo e della Repubblica Sociale Italiana, la condanna a morte e al confino per migliaia di comunisti, compresi diversi dirigenti del Partito Comunista Italiano, durante la guerra civile in Italia (1943-1945) e l'anticomunismo nazista in Germania analogamente causò la detenzione politica e l'uccisione di tanti comunisti tedeschi.
Nel 1936 fu istituito il patto anticomintern, un patto tra nazioni fasciste con lo scopo di combattere il comunismo a livello internazionale, che ebbe il suo primo risultato militare nella guerra civile spagnola, che vide il fronte fascista e nazista vincitore su quello comunista e sovietico. Tuttavia Benito Mussolini fu il primo capo di Governo a riconoscere ufficialmente lo stato sovietico nonché sovietici e nazisti trovarono un accordo nel 1939 col trattato di non aggressione chiamato Patto Molotov-Ribbentrop: quindi URSS e Germania nazista si spartivano la Polonia e altri paesi dell'Europa orientale; proprio con l'invasione della Polonia da parte dei nazisti seguìti dai sovietici pochi giorni dopo ebbe inizio la seconda guerra mondiale.

### Guerra contro l'Unione Sovietica

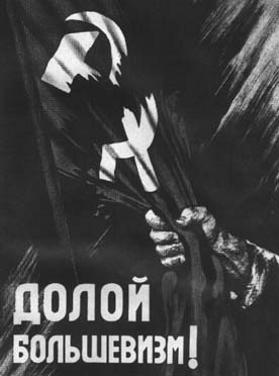
Manifesto anticomunista diffuso dalle truppe tedesche durante l'occupazione dell'Unione Sovietica nella seconda guerra mondiale. La frase, in lingua russa, significa ‘’Abbasso il bolscevismo!’’

Nella seconda guerra mondiale la decisione di attaccare l'Unione Sovietica con l'operazione Barbarossa fu presa personalmente da Adolf Hitler, che trascinò in tale attacco gli altri Stati europei alleati con regimi autoritari fascisti più la Finlandia, che aveva una democrazia pluripartitica ma reagiva all'invasione subìta dall'armata rossa e aderì dopo al patto anticomintern. A questa guerra anticomunista contro l'armata rossa parteciparono eserciti provenienti da Germania, Italia con ARMIR, Ungheria, Romania, Slovacchia e Finlandia ai quali si aggiunsero poi altri reparti, composti da combattenti di varie nazionalità, tra i quali figuravano:
- División Azul composta da spagnoli e portoghesi
- Legione dei volontari francesi contro il bolscevismo composta da francesi
- Legione croata composta da croati
- 28. SS-Freiwilligen-Grenadier-Division der SS "Wallonien" composta da belgi
- 11. SS Freiwilligen-Panzergrenadier-Division "Nordland" composta da scandinavi, danesi, olandesi e dopo da estoni, finlandesi, francesi, britannici, svizzeri, spagnoli, italiani
- Litauische Bau-Bataillonen composto da lituani
- Legione araba libera composta da arabi asiatici e africani
- Esercito Insurrezionale Ucraino composto da ucraini
- XV SS-Kosaken Kavallerie Korps composto da cosacchi ex cittadini sovietici
- Gruppo squadroni cosacchi "Campello" composto da cosacchi fatti prigionieri
- Esercito russo di liberazione composto da volontari russi anticomunisti, disertori e prigionieri sovietici; quest'armata fu organizzata dal Comitato di liberazione dei popoli della Russia.

I giapponesi, che furono promotori del patto anticomintern, non s'impegnarono con uomini e mezzi contro i sovietici perché dovevano combattere contro la furiosa e devastante reazione statunitense all'attacco di Pearl Harbor.

### Neofascismo
Il ritorno della democrazia, in Italia e resto del continente europeo, ha trovato nel neofascismo un movimento profondamente anticomunista. Secondo lo storico Renzo De Felice, durante la guerra fredda i partiti neofascisti assorbirono e presero il posto del fascismo, favoriti in ciò dalla strategia geo-politica dell'Alleanza Atlantica, che in tali formazioni vedeva un argine efficace all'espansione comunista. Come già avvenuto con il fascismo, pure il neofascismo ebbe un primo sviluppo culturale in Italia per poi espandersi nel resto del mondo: il Movimento Sociale Italiano (MSI), partito sorto con l'intento di rinnovare l'eredità del fascismo nell'Italia repubblicana, che si affermò come la principale organizzazione partitica dell'estrema destra nella Prima Repubblica. Il partito dichiarò di non avere intenzione di riportare in vita il vecchio regime, sintetizzando il suo atteggiamento nei confronti del fascismo con la formula "Non rinnegare, non restaurare" coniata dal segretario Augusto De Marsanich. Il partito MSI diede il sostegno esterno, senza entrare nella compagine ministeriale, a un governo democristiano presieduto da Fernando Tambroni nel 1960 e nel 1994 entrò nel primo governo di Silvio Berlusconi facendo la storia del centro-destra in Italia: nel 1995 i militanti del MSI si divisero fondando altri partiti nella svolta di Fiuggi guidata da Gianfranco Fini, che indirizzò Alleanza Nazionale nel post-fascismo, poi confluito in Il Popolo della Libertà. Da considerare è il gesto di pacificazione nazionale fatto da Giorgio Almirante, che partecipò pubblicamente al funerale di Enrico Berlinguer nel 1984 dopo che il segretario del PCI aveva liberato i comunisti italiani dal dispotismo dei sovietici e aveva accettato l'alleanza militare NATO; i due dirigenti politici si erano già incontrati segretamente come viene spiegato in un libro di Antonio Padellaro.

## Anticomunismo di matrice religiosa
Saldamente anticomuniste sono da sempre la Chiesa cattolica e altre confessioni religiose sulla base del pericolo rappresentato dalla filosofia materialistica del marxismo e dalla sua impostazione atea. Durante le persecuzioni contro i cristiani perpetrate dai comunisti sovietici, Pio XI nell'enciclica Divini Redemptoris del 1937 definì il comunismo come un "flagello satanico" che "mira a capovolgere l'ordinamento sociale e a scalzare gli stessi fondamenti della civiltà cristiana" facendo precipitare le nazioni in una barbarie "peggiore di quella in cui ancora giaceva la maggior parte del mondo all'apparire del Redentore". La Chiesa Cattolica, supportata dal movimento del cristianesimo liberale, promulgò ufficialmente la scomunica ai comunisti contro i credenti che aderiscono ai movimenti di matrice marxista e che professano apertamente le idee comuniste. Tale scomunica è il nome con cui è conosciuto a livello popolare un decreto della Congregazione del Sant'Uffizio pubblicato il 1º luglio 1949: approvato da Papa Pio XII, il decreto dichiarava illecita, a detta della Congregazione, l'iscrizione al Partito Comunista Italiano, nonché ogni forma di appoggio a esso. La Congregazione dichiarava inoltre che quanti professavano la dottrina comunista erano da ritenere tutti apostati quindi incorrevano nella scomunica. Papa Giovanni Paolo II nel 2004 definì il comunismo male necessario in un suo libro.
Movimenti cattolici anticomunisti in Italia, negli anni cinquanta, furono incentivati da Papa Pacelli, a capo dei quali vi furono Luigi Gedda e Riccardo Lombardi.
Il rapporto tra religione e comunismo però non è sempre stato conflittuale, considerando che sono esistite ed esistono ancora formazioni politiche che hanno coniugato la propria fede religiosa con i principi del marxismo in vari paesi del mondo. In Italia di rilievo è stato il filone politico del comunismo cristiano nato soprattutto con l'esperienza del Partito Cristiano Comunista, divenuto poi Partito della Sinistra Cristiana e confluito nel Partito Comunista Italiano nel 1945.

## Rivolte anticomuniste e antisovietiche
Secondo gli anticomunisti, i regimi comunisti sono totalitari e non uguali, ma molto simili tra loro: si sono organizzati diversamente nelle varie nazioni ma hanno caratteristiche comuni derivanti da quella stessa ideologia totalitaria che ha prodotto identiche conseguenze. Inoltre gli anticomunisti considerano ideologicamente definita la dittatura del proletariato, che nel marxismo indica il periodo della trasformazione rivoluzionaria susseguente alla conquista del potere da parte della classe operaia, caratterizzata dalla prospettiva dell'instaurazione di un sistema di produzione associata e collettiva per una società senza classi a livello mondiale. Gli anticomunisti osservano che tale concezione, variamente ripresa e sviluppata dai teorici marxisti, ha avuto differenti applicazioni pratiche dopo il 1917 ovunque i comunisti hanno preso il potere dopo la guerra o rivoluzione dando luogo tuttavia allo stabilizzarsi in rigidi sistemi di governo e a degenerazioni autoritarie a scapito della proclamata transitorietà. Tali sistemi repressivi di governo provocarono le rivolte anticomuniste che si verificarono in Europa centrale nel cosiddetto Impero sovietico, Albania e Cina. In ordine cronologico ricordiamo tali rivolte.

### Rivolte anticomuniste e antisovietiche nel mondo
- 1942/1943 e 1950, l'Esercito Insurrezionale Ucraino (in ucraino: Українська Повстанська Армія, Ukrains'ka Povstans'ka Armija, UPA) combatté sotto il comando del collaborazionista Stepan Bandera contro l'Armata Rossa durante la Seconda guerra mondiale,[68] in concomitanza con l'invasione nazifascista dell'URSS.[68] Quando la guerra fu conclusa, i membri dell'UPA furono perseguitati, deportati e vari ex combattenti di spicco assassinati fino alla sua quasi totale repressione.
- 1940 e 1944, Fratelli della foresta, movimento di resistenza negli stati baltici. Movimento represso con forza entro la fine degli anni cinquanta.
- 1953, in Cecoslovacchia a Plzeň ai primi di giugno la città fu sotto il controllo degli operai dopo una sollevazione popolare. Gli operai reclamavano mutamenti economici e politici agitando ritratti di Masaryk, Beneš ed Eisenhower; l'esercito fu restìo ad aprire il fuoco quindi la sommossa fu sedata da poliziotti del reparto di sicurezza accorsi da Praga.
- 1953, in Germania Est il 16 giugno i lavoratori in massa reclamarono la partenza dei soldati sovietici e libere elezioni. L'armata rossa intervenne reprimendo le rivolte a Berlino Est e in altre città in pochi giorni. Ancora oggi non è chiaro quante persone morirono durante le sollevazioni e per le condanne a morte che seguirono. Il numero ufficiale delle vittime è 51, ma dopo l'analisi dei documenti resi accessibili a partire dal 1990, il numero di vittime risulta essere superiore alle 100, da 13.000 a 15.000 furono gli arrestati e 2.400 furono condannati a una pena detentiva alta.[69]
- 1956, in Polonia a giugno avvenne la Rivolta di Poznań: gli operai scioperarono nonostante il divieto e manifestarono; gli operai uccisi dai soldati furono 60 e i feriti oltre 200.[70]
- 1956, in Ungheria il 23 ottobre operai e studenti diedero il via a una rivolta generale chiedendo il ritiro delle truppe sovietiche e radicali riforme. Il 2 novembre il capo del governo Imre Nagy proclamò la neutralità del Paese e chiese l'intervento dell'ONU ma il 4 novembre intervenne l'armata rossa che represse la rivolta dopo una resistenza degl’insorti ungheresi che continuarono a combattere sino all'anno successivo: gli storici fanno una stima dei morti ungheresi che è tra le 20 000 e 25 000 persone. Con l'avvento della democrazia in Ungheria la data del 23 ottobre è diventata festa nazionale. Si osservi tuttavia che l'interpretazione di questo movimento come totalmente anticomunista è messo seriamente in discussione da diversi storici poiché alcuni capi politici della rivolta erano comunisti. La conseguenza sui comunisti italiani fu notevole: molti iscritti lasciarono il P.C.I. e aderirono al manifesto dei 101 contro la repressione attuata dai sovietici.
- 1961, invasione della baia dei Porci fu il fallito tentativo di rovesciare il regime dispotico di Fidel Castro, che era sovvenzionato dai sovietici. Fu messo in atto da un gruppo di esuli cubani e mercenari, addestrati dalla CIA, che progettavano di conquistare Cuba a partire dall'invasione della parte sud-ovest dell'isola. L'operazione è conosciuta in inglese come "Bay of the Pigs Invasion" e, tra i cubani, col nome in spagnolo di "invasión de Playa Girón" o "batalla de Girón". Contro la dittatura comunista cubana è attivo il movimento Damas de Blanco, che dal 2003 organizza manifestazioni per sollecitare la liberazione dei detenuti politici.
- 1968, in Cecoslovacchia operai e studenti manifestarono chiedendo importanti riforme quindi vi fu la cosiddetta primavera di Praga ma poi intervenne l'armata rossa: 72 furono i rivoltosi uccisi. Nel 1969, per incitare il popolo cecoslovacco contro il regime, Jan Palach e altri giovani a intervallo di pochi giorni uno dall'altro si suicidarono dandosi fuoco nel centro di Praga.
- 1975, in Repubblica Popolare del Mozambico il partito anticomunista RENAMO iniziò una guerriglia contro il FRELIMO, che era il partito comunista mozambicano: la guerra civile tra comunisti e anticomunisti si concluse con gli accordi di pace di Roma nel 1992.[71]
- 1979, in Afghanistan l'avversione contro la dittatura comunista, imposta dalla Repubblica Democratica dell'Afghanistan, che fu istituita dopo la Rivoluzione di Saur nel 1978, si sviluppò in guerriglia a seguito dell'invasione sovietica del Paese. I combattenti anticomunisti e antisovietici furono riforniti di armi e risorse finanziarie da USA e Pakistan: tale conflitto bellico si concluse con la sconfitta dell'esercito sovietico, che si ritirò nel 1989, quindi nel 1992 la dittatura dei comunisti afgani fu definitivamente debellata.[72]
- 1980, in Polonia il sindacato clandestino Solidarność organizzò scioperi e manifestazioni chiedendo un notevole cambiamento della politica comunista governativa.
- 1988-1991, la Rivoluzione cantata che riportò la democrazia, il ritorno dell'indipendenza e la fine dell'occupazione straniera sovietica in Estonia, Lettonia, Lituania dove effettuarono la catena baltica il 23 agosto 1989.
- 1989, in Cina il 15 aprile gli studenti universitari diedero inizio a manifestazioni di massa che furono contrastate prima dalla polizia poi dall'esercito; in pochi giorni i morti tra rivoltosi, quasi tutti studenti e operai, furono in numero difficilmente valutabile poiché i capi della dittatura cinese fornirono dati che son ritenuti oggettivamente falsi dai ricercatori di storia: le stime degli storici calcolano da circa 3 000 a un massimo di forse 12 000 considerando i rivoltosi imprigionati poi uccisi. Comunque sull'orientamento tutto anticomunista di questa rivolta furono sollevati dubbi da alcuni commentatori: le richieste degli studenti erano dirette all'apparato statale, riconoscendolo di conseguenza, nonché tra le canzoni, che certi gruppi cantavano nelle manifestazioni, era presente anche l'Internazionale. I familiari dei giovani studenti massacrati dall'esercito cinese formarono il movimento Madri di Tienanmen, che sostiene una lotta politica per ottenere giustizia e reclama il rispetto dei diritti umani contro la dittatura. Dopo diversi anni, altre proteste e rivolte vi furono a Hong Kong nel 2014 e nel 2019 per istituire un sistema politico democratico e il suffragio universale.
- 1989, in Cecoslovacchia vi fu la cosiddetta rivoluzione di velluto che preluse a un nuovo assetto politico democratico.
- 1989, In Romania a dicembre incominciò la rivolta che coinvolse parte dell'esercito romeno e aprì la fase democratica. I morti si contarono a migliaia. Nel successivo anno 1990 molti cittadini romeni si ribellarono durante la protesta definita Golaniada per ottenere la decomunistizzazione, ma il governo dell'epoca rispose con una repressione cruenta.
- 1990, in Albania vi fu la rivolta seguita da un esodo di fuggiaschi che in nave approdarono a Bari e a Brindisi. La rivolta diede poi corso a un orientamento politico democratico.

### Rivolte anticomuniste in Russia e Unione Sovietica
- 1918: rivolta a Pietrogrado
- 1919: rivolte a Tula, Sormovo, Orël, Brjansk, Tver', Ivanovo-Voznesensk, Astrachan'
- 1921: rivolte a Pietrogrado, Kolpino e Rivolta di Kronštadt
- 1930: rivolta a Ivanovo
- 1961: rivolte a Murom e Aleksandrovo
- 1962: rivolta a Novočerkassk e Massacro di Novočerkassk

### Memoriali per caduti della resistenza anticomunista
In onore alle vittime anticomuniste, cadute in combattimento e decedute nei gulag, laogai e prigioni, sono stati edificati monumenti, musei e memoriali in molte nazioni: nel 2022 se ne contavano oltre 5.000.  Tra questi monumenti, vi sono: Pietra Soloveckij, Maschera del rimorso, Monumento alle vittime del Comunismo, Memoriale Gloria Victis, Memoriale delle vittime del Comunismo e della Resistenza, Museo dell'occupazione dell'Estonia (dedicato a tutte le vittime di comunismo e nazismo), Memoriale del Muro di Berlino, Memoriale di Berlino-Hohenschönhausen, Museo del genocidio di Tuol Sleng, Choeung Ek Memorial, Museo memoriale dei martiri del Terrore rosso.